# Artur Hennings
Artur Hennings (ur. 11 lipca 1940, zm. 12 listopada 2003 w Schwerinie) – niemiecki szachista, mistrz międzynarodowy od 1965 roku.

## Kariera szachowa
W drugiej połowie lat 60. XX wieku należał do ścisłej czołówki szachistów Niemieckiej Republiki Demokratycznej. Pomiędzy 1963 a 1973 r. siedmiokrotnie startował w finale indywidualnych mistrzostw kraju, trzykrotnie zdobywając medale: srebrny (Schwerin 1969) oraz dwa brązowe (Annaberg-Buchholz 1965, Freiberg 1970). Trzykrotnie (1965, 1966, 1967 – za każdym razem na I szachownicy) uczestniczył w drużynowych mistrzostwach świata studentów, dwukrotnie (1968, 1970) reprezentował narodowe barwy na szachowych olimpiadach, natomiast w 1970 r. zdobył wspólnie z reprezentacją NRD brązowy medal na rozegranych w Kapfenbergu drużynowych mistrzostwach Europy.
Odniósł kilka sukcesów w turniejach międzynarodowych, m.in. w Bydgoszczy (1964, I m.), Kecskemét (1970, II m.), Bukareszcie (1971, dz. I m. wspólnie z Jurijem Awerbachem), Amsterdamie (1972, turniej IBM-B, dz. I m. wspólnie z Draženem Maroviciem i Gyulą Saxem), Cienfuegos (1972, memoriał José Raúla Capablanki, dz. IV m. za Anatolijem Lejnem, Igorem Płatonowem, Zoltánem Riblim, wspólnie z m.in. Miguelem Quinterosem i Janem Heine Donnerem), Lublinie (1973, I-II m.) oraz dwukrotnie w Lipsku (1977, II-III m. oraz 1978, dz. I m. wspólnie z Lotharem Vogtem).
Najwyższy ranking w karierze osiągnął 1 lipca 1971 r., z wynikiem 2475 punktów dzielił wówczas 106. miejsce na światowej liście FIDE, jednocześnie zajmując 2. miejsce (za Wolfgangiem Uhlmannem) wśród szachistów Niemieckiej Republiki Demokratycznej.